# Sorenskriver
Sorenskriver er overformynder for Færøerne samt formand for en række råd, nævn og kommissioner på Færøerne. Sorenskriveren er en offentlig embedsmand. I Norge er sorenskriver titlen for den embedsdommer der er chef for en af tingretterne (byretterne).

## Historie
Sorenskriver-embedet har lang historisk tradition i Norge, helt tilbage til 31. juli 1591, da sorenskriverordningen blev introduceret i bygdetingene. Sorenskriverhvervet er fra 1634 et dommerhverv. Kong Christian 5.s norske lov af 1687 gjorde at sorenskriverne blev enedommere i de fleste retssager.

## Etymologi
Ordet sorenskriver er en afledning fra formuleringen "svoren skriver". Oprindelig var sorenskriveren ikke en dommer, men en person som assisterede ved udformningen af domsbrevene, og skrev disse ned.

## Sorenskrivere på Færøerne
Sorenskrivere på Færøerne siden 1583:
- 1583-1584: Søren Christensen Flue
- 1584-1588: Gabriel Mitens
- 1588-1588: Mouritz Lauritsen
- 1588-1592: Mads Balzersen
- 1592-1604: Søren Nielsen Islænder
- 1604-1619: Gabriel Mitens
- 1621-1628: Hans Pedersen Morsing
- 1629-1641: Jacob Pedersen Morsing
- 1642-1645: Jacob Wilumsen
- 1646-1646: Hans Madsen
- 1646-1669: Niels Jacobsen Glibre
- 1669-1694: Peter Sørensen Broberg
- 1694-1705: Morten Mortensen Høyvig
- 1705-1751: Frederik Schougaard
- 1751-1753: Frederik Jonassen
- 1753-1760: Joen Jacobsen Færøe
- 1760-1775: Peder Samuelsen Weyhe
- 1775-1782: Peder Pedersen Weyhe
- 1783-1789: Rubek Lund
- 1790-1810: Lauritz Olsen
- 1810-1812: Jacob Nolsøe
- 1812-1819: Søren Marius Sewel
- 1819-1832: Johan Peter Gorm
- 1832-1841: Niels Hunderup
- 1841-1849: Georg Flemming Tillisch
- 1849-1857: Gerhard Rehling
- 1858-1866: Emil Kock
- 1866-1871: Nicolai Reimer Rump
- 1871-1878: Harald Emil Høst
- 1878-1885: Lorens Høyer Buchwaldt
- 1885-1885: Hjalmar Hammershaimb
- 1885-1890: Albert Thrane
- 1890-1896: Niels Andersen
- 1896-1902: Tyge Bang
- 1902-1912: Chr. Helms
- 1912-1918: Hans Chr. Tygesen
- 1918-1924: Frederik Heise
- 1924-1926: Otto Andreas Delbanco
- 1926-1933: Ejnar Filip Hansen
- 1933-1938: Hans Filip Hay-Schmidt
- 1938-1945: Carl Emil Bonnevie
- 1946-1952: Rasmus Johs. Dyreborg
- 1953-1958: Erik Rendal
- 1958-1965: Jens Koch
- 1965-1972: Erik Arne Bjørk
- 1972-1977: E.B.R Oppermann
- 1977-2001: Joen Henry Andreassen
- 1995-1998: Jens Schultz Hansen
- 1999-2000: Majken Johansen
- 2001-2004: Jørgen B. Pedersen
- 2005-2008: Niels T. Vandborg
- 2008-2015: Jóannes Madsen
- Fra 2004: Henrik Møller (administrerende sorenskriver)
- Fra 2015: Peter Flügge